# جيرارد واليس دي فريس
جيرارد واليس دي فريس هو سياسي هولندي، ولد في 24 أكتوبر 1936 في باتافيا ‏، وتوفي في 8 فبراير 2018 في لاهاي في هولندا. نشط حزبياً في حزب الشعب من أجل الحرية والديمقراطية. وقد انتخب municipal executive of The Hague ‏.